# Gottfried von Esch
Gottfried von Esch (französisch Godefroy d’Esch; englisch Godfrey of Esch; weitere dokumentierte Schreibweisen: Godfrey de Ascha, Godefroy de Asche, Geoffroy d’Esch) war ein Ritter des 11. Jahrhunderts von der Burg Esch-Sauer in Esch-sur-Sûre im heutigen Großherzogtum Luxemburg. Sein Bruder war Heinrich von Esch, beider Vater war Frithelo (Fredelon) von Esch. Sie waren wahrscheinlich Vasallen von Heinrich III., Graf von Luxemburg, im Gebiet des Heiligen Römischen Reiches unter Kaiser Heinrich IV.
Gottfried und sein Bruder Heinrich nahmen am Ersten Kreuzzug 1096–1099 teil. Die beiden schlossen sich dem Heer Gottfrieds von Bouillon an.
Gottfried von Esch wurde ausgewählt, die Bedingungen für den Marsch des Heeres durch Ungarn mit König Koloman dem Buchkundigen zu verhandeln; wahrscheinlich hatte sich Gottfried von Esch bereits zuvor schon als Gesandter in Ungarn aufgehalten.
Am 23. Dezember 1096 traf Gottfried von Bouillon in Konstantinopel ein, wo sich sein Heer mit den anderen, auf verschiedenen Wegen angereisten Kreuzfahrerheeren vereinte. Gottfried von Bouillon schickte seinen Cousin Balduin von Bourcq, Conon (Kuno) von Montaigu und Gottfried von Esch zum Palast, um mit Kaiser Alexios I. zu verhandeln.
Die Brüder Gottfried und Heinrich von Esch nahmen an der Belagerung von Nicäa (1097) und der Belagerung von Antiochia (1097–1098) teil. Heinrich von Esch kam wahrscheinlich 1098 bei Turbessel (dem heutigen Tilbeşar) ums Leben. Gottfried von Esch kämpfte auch bei der Belagerung von Jerusalem (1099) mit.
Es ist ungewiss, ob Gottfried Nachkommen hatte, obwohl Gottfried II., Graf von Esch, sein Sohn gewesen sein könnte.